# James Morris (Theologe)

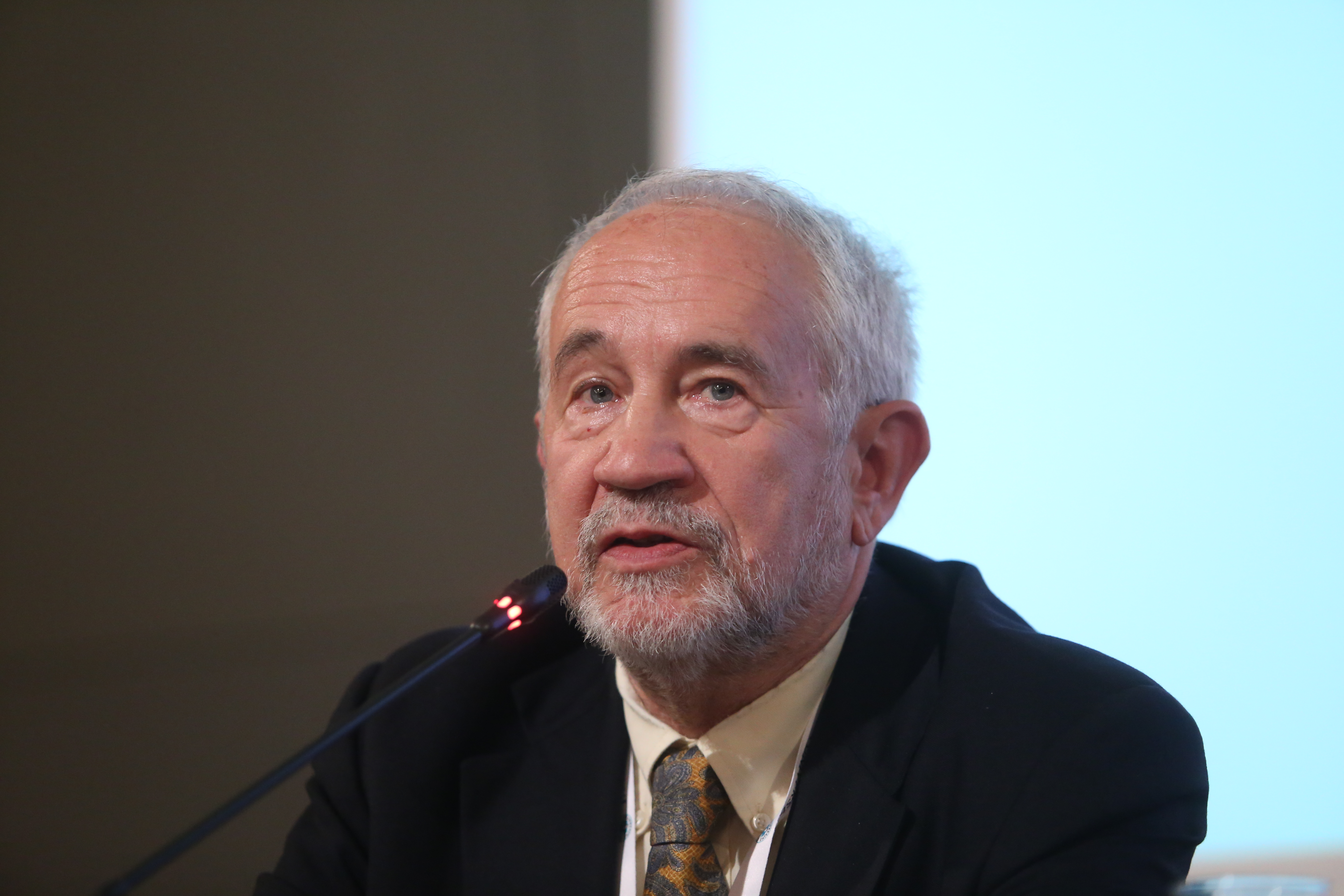
James W. Morris

James Winston Morris (geboren 1949) ist ein islamischer Theologe und eine Persönlichkeit des Islams in den USA. Er gilt als eine der führenden amerikanischen Autoritäten für islamische Philosophie und Sufismus.  Er ist derzeit Professor an der Theologischen Fakultät des Morrissey College am Boston College, einer Jesuitenhochschule in den Vereinigten Staaten. Bevor er am Boston College unterrichtete, hatte er von 1999 bis 2006 den Sharjah Chair of Islamic Studies am Department of Arabic and Middle East Studies der University of Exeter inne.
James W. Morris erwarb 1971 einen BA-Abschluss in Civilizational Studies an der University of Chicago und einen Ph.D. in nahöstlichen Sprachen und Kulturen von der Harvard University im Jahr 1980 für seine Dissertation "Ibn Masarra: A Reconsideration of the Primary Sources". Er studierte außerdem an der Universität Straßburg, der American University of Cairo, der Iranian Academy of Philosophy und dem Center for the Study of Civilizations an der Universität Teheran. Er unterrichtete an der Princeton University, am Oberlin College, an der Temple University und am Institute of Ismaili Studies in Paris und London. Er war Gastprofessor an der École pratique des hautes études (Paris), der Universität von Malaya und der Universität Sarajevo. Sein Spezialgebiet ist die mittelalterliche islamische Philosophie, insbesondere die Philosophie Ibn Arabis. Seine Übersetzung des Werkes al-Ḥikmat al-ʿAršīyya (Die Weisheit vom Thron) von Mulla Sadra fand Aufnahme in der UNESCO-Sammlung repräsentativer Werke.
Er war einer der US-amerikanischen Unterzeichner der Botschaft aus Amman (Amman Message).

## Publikationen

### Bücher
- Ostad Elahi on Spirituality in Everyday Life. Kuala Lumpur: Centre for Civilisational Dialogue, University of Malaya, 2009.
- From Ethics and Devotion to Spiritual Realisation: Ibn 'Arabī on ‘What Is Indispensable For the Spiritual Seeker’, Monograph, pp. viii + 37. Kuala Lumpur: University of Malaya, Centre for Civilisational Dialogue, 2007.
- Knowing the Spirit, by Nûr Alî-Shâh Elâhi, translated by James Morris [S.l.]: State University of New York Press, 2007.
- The Reflective Heart: Discovering Spiritual Intelligence in Ibn Arabi's 'Meccan Illuminations'. Louisville, KY: Fons Vitae of Kentucky, Inc, 2005. OCLC 535507748
- Orientations: Islamic Thought in a World Civilisation. Sarajevo: El-Kalem, 2001 and Cambridge : Archetype, 2004.
- The Wisdom of the Throne: An Introduction to the Philosophy of Mulla Sadra. Princeton, Princeton University Press, 1981.
  - Review, Journal of the American Oriental Society Oct.–Dec., 1983, vol. 103, no. 4, p. 767–768
  - Review,  Bulletin of the School of Oriental and African Studies, University of London, 1983, vol. 46, no. 1, p. 149

### Artikel
- "The Spiritual Ascension: Ibn ʿArabī and the Miʿrāj Part I" Journal of the American Oriental Society, Oct.–Dec., 1987, vol. 107, no. 4, p. 629–652
- "The Spiritual Ascension: Ibn ʿArabī and the Miʿrāj Part II" Journal of the American Oriental Society, Jan.–Mar., 1988, vol. 108, no. 1, p. 63–77
- "Ibn ʿArabi and His Interpreters Part II: Influences and Interpretations" Journal of the American Oriental Society, Oct.–Dec., 1986, vol. 106, no. 4, p. 733–756
- Mulla Sadrā’s Conception of the Barzakh and the Emerging Science of Spirituality: The Process of Realization (tahqīq).  In Islam-West Philosophical Dialogue (Papers Presented at the First World Congress on Mulla Sadra), Tehran, SIPRI Institute, 2005, vol. X, pp. 93–103.